# Ахназарян, Нарек Суренович
Наре́к Суре́нович Ахназаря́н (арм. Նարեկ Սուրենի Հախնազարյան; род. 23 октября 1988, Ереван) — армянский виолончелист. Заслуженный артист Республики Армения (2017).

## Биография
Нарек Ахназарян родился в музыкальной семье. Его отец — скрипач, который на протяжении многих лет входил в квартет имени Комитаса, мать — пианистка, а брат — дирижёр. Обучаться игре на виолончели начал в Ереване, в 2000 году был приглашён продолжить обучение в Москве. В 2006 году окончил музыкальное училище при Московской консерватории и поступил в Московскую консерваторию в класс доцента А. Н. Селезнёва. До этого являлся стипендиатом таких фондов, как фонд Мстислава Ростроповича (2005), фонд министерства культуры Российской Федерации (2001) и многих других. Выступал с гастролями во многих странах, в том числе в США, Германии, Великобритании, Австрии, Франции и др. В 2007 году был удостоен премии Президента Республики Армения.
Победитель многих международных конкурсов. На XIV Международном конкурсе имени П. И. Чайковского, прошедшем в 2011 году, он занял первое место по специальности виолончель, также получив специальные призы «За лучшее исполнение концерта с камерным оркестром» и «Приз зрительских симпатий».

## Награды
- Заслуженный артист Республики Армения (11 сентября 2017) — по случаю Дня Независимости Республики Армения, за заслуги в области музыкального искусства[8].
- Медаль Мовсеса Хоренаци (16 сентября 2013) — по случаю 22-й годовщины провозглашения независимости Республики Армения, за многолетнюю преданность делу и плодотворную деятельность[9].

## Отзывы
На его концерте в театре «Kennedy Center» зал был забит до отказа, и публика была в эйфории. Он творит мощный и насыщенный звук во всех регистрах, исполняет самые сложные пассажи и виртуозные приёмы (летучие стаккато, искусственные флажолеты <…> и др.) с непринуждённой лёгкостью.
Оригинальный текст (англ.)His recital <...> at the Kennedy Center's Terrace Theater <...> was packed, and the audience giddy.<...> He produces a powerful and colorful sound in all registers, nails every big shift and flashes all the virtuoso's tricks (flying staccato, artificial harmonics, <...> etc.) with insolent ease.